# Chiesa di San Zenone (Osio Sotto)
La chiesa di San Zenone è la parrocchiale di Osio Sotto, in provincia e diocesi di Bergamo; fa parte del vicariato di Dalmine-Stezzano. La chiesa è dedicata a san Zeno di Verona.

## Storia
Da una bolla del 1155 di Papa Adriano IV si apprende che la primitiva chiesa di Osio Sotto era filiale della pieve di Pontirolo, nell'arcidiocesi di Milano.
Nel 1569 questa chiesa entrò a far parte della vicaria di Mariano al Brembo, per poi passare nel 1598 a quella di Verdello.
In un documento datato 1676 si legge che la chiesa parrocchiale di Osio aveva come filiali gli oratori San Giorgio e di San Donato e che i fedeli erano circa 650.
I lavori di edificazione del campanile iniziarono nel 1715, mentre l'attuale parrocchiale venne costruita tra il 1742 ed il 1758.
Il 13 novembre 1786 fu disposto che la chiesa passasse dall'arcidiocesi di Milano alla diocesi di Bergamo; questa disposizione divenne effettiva nel 1787.
Grazie a un atto del 1820 si conosce che gli oratori filiali della chiesa di San Zenone erano quelli di San Giorgio, di San Donato, di San Filippo, della Maternità di Maria Vergine e di San Carlo.
La chiesa venne consacrata il 3 maggio 1864 dal vescovo di Bergamo Pietro Luigi Speranza.
Tra il 1954 ed il 1959 fu ristrutturato l'esterno dell'edificio, mentre nel 1963 il tetto subì un parziale rifacimento.
Il 28 giugno 1971 la chiesa entrò a far parte della neo-costituita zona pastorale X, per poi essere aggregata il 27 maggio 1979 al vicariato di Dalmine-Stezzano.

## Descrizione
La facciata della chiesa realizzata su progetto di Antonio Maria Pirovano in barrocchetto puro, è unica sul territorio. Divisa su tre ordini presenta di particolare interesse il timpano a vela frammentato.
Opere di pregio conservate all'interno della chiesa sono la pala con soggetto il Miracolo di san Zenone, eseguita verso il 1770 dal milanese Federico Ferrario, la tela raffigurante la Vergine col Bambino assieme a San Luigi, realizzata da Giovanni Raggi, dello stesso autore la pala della Madonna del Carmelo con santi, il dipinto di Gesù in casa opera di Gioacchino Manzoni del 1775, e l'organo Serassi costruito nel 1778.